# YY Гидры
YY Гидры (лат. YY Hydrae) — двойная затменная переменная звезда в созвездии Гидры на расстоянии приблизительно 1446 световых лет (около 443 парсек) от Солнца. Фотографическая звёздная величина звезды — от +14,7m до +13,5m.
Открыта Эмили Хьюз Бойс в 1936 году как пульсирующая переменная звезда типа RR Лиры (RR).

## Характеристики
Первый компонент — оранжевый карлик спектрального класса K. Масса — около 0,62 солнечной, светимость — около 0,18 солнечной. Эффективная температура — около 4500 K.
Второй компонент — белый карлик. Масса — около 0,725 солнечной, радиус — около 0,019 солнечного, светимость — около 5,2 солнечной. Эффективная температура — около 66500 K.

## Описание
Во время поиска ранее неизвестных галактических эмиссионных туманностей была обнаружена слабая эмиссионная туманность, сосредоточенная вокруг периодической переменной YY Гидры. Хотя эта звезда была классифицирована как переменная типа RR Лиры, такая звёздная классификация несовместима с образованием такой большой туманности, особенно если она находится на предполагаемом расстоянии около 450 пк. Данные изображений GALEX также показывают, что YY Гидры имеет сильный избыток ультрафиолетового излучения, что указывает на существование горячего компактного бинарного спутника.
Из последних данных ясно, что YY Гидры не является звездой типа RR Лиры, как классифицировалось до сих пор, а представляет собой компактную двойную звезду (типа BE Большой Медведицы) главной последовательности позднего K-типа с горячим спутником типа WD. Из-за небольшого разделения система, безусловно, прошла фазу общей оболочки (CE). Долгосрочная стабильность периода и фазы позволяет предположить, что в настоящее время в этой системе не происходит существенного массопереноса. Более того, идеальная симметричная и синусоидальная кривая блеска подтверждает отсутствие аккреционного диска и горячей точки от аккреционного потока.